# Kilrea (Nordirland)

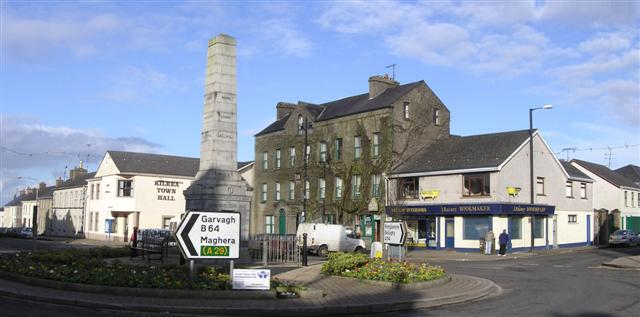
Ortszentrum von Kilrea (2007)

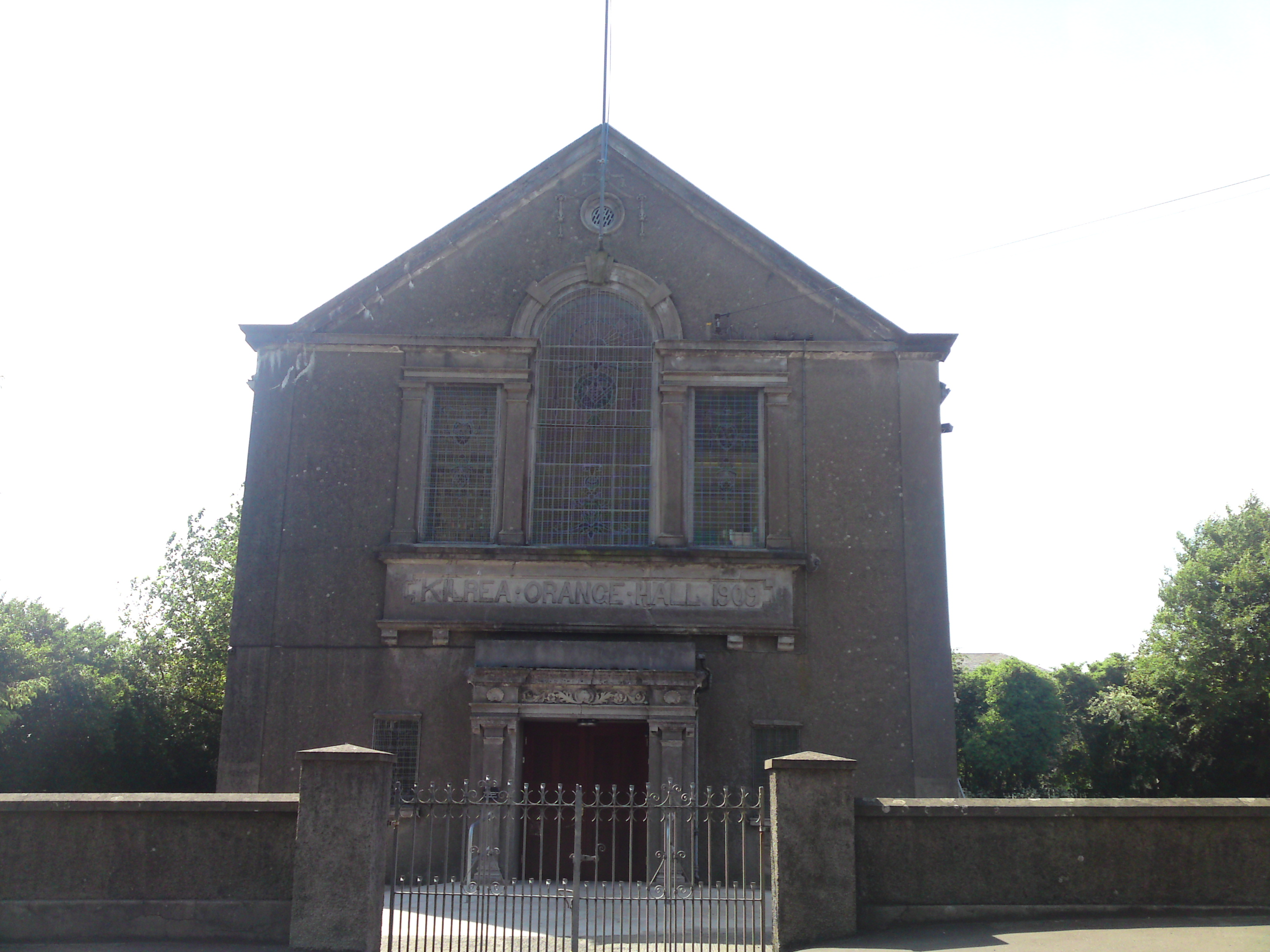
Orange Hall in Kilrea (2009)

Kilrea (irisch: Cill Ria; dt.: „Graue Kirche“) ist eine Kleinstadt (engl. village) im Nordosten Irlands in der historischen Grafschaft Londonderry in Nordirland.

## Geschichte und Gegenwart
Kilrea liegt im äußersten Osten des Countys Londonderry nahe der Grenze zum County Antrim, an einer strategisch vorteilhaften Stelle oberhalb der Bann. Es gehört administrativ zum District Causeway Coast and Glens und parlamentarisch zum Wahlkreis East Derry.
Die früheste Besiedlung kann bis in das 4. Jahrhundert zurückverfolgt werden. Im 5. Jahrhundert soll der Legende nach St Patrick die Gegend um Kilrea besucht haben. Ab Anfang des 17. Jahrhunderts wuchs der Ort im Zuge der Plantation of Ulster wesentlich. Während des Nordirlandkonflikts wurden in Kilrea sieben Menschen getötet.
Heute ist Kilrea eine kleinere Marktstadt und das wirtschaftliche Zentrum für das umliegende Gebiet. Beim Census 2001 lebten 1513 Menschen in Kilrea, von denen 69,3 % katholisch und 29,8 % protestantisch waren. Beim Census 2011 lag die Einwohnerzahl Kilreas bei 1679 Personen.

## Verkehrsanbindung
Durch Kilrea führt die Straße A54, die von Coleraine (etwa 25 Kilometer nördlich) nach Magherafelt (etwa 28 Kilometer südlich) führt. Die Straße B75 verbindet die Stadt mit Maghera (etwa 15 Kilometer südwestlich); die Straße B64 führt nach Osten. Über sie kann Ballymena (etwa 20 Kilometer südöstlich) erreicht werden.

## Kultur
Seit 1921 gibt es die Kilrea Pipe Band, die an Veranstaltungen und Wettbewerben in ganz Irland und Schottland sowie auch am jährlichen, über die Gemeindegrenzen hinaus beachteten Festival of the Fairy Thorn im Sommer in Kilrea teilnimmt.

## Persönlichkeiten
- Martin O’Neill (* 1952), nordirischer Fußballnationalspieler und -trainer